# Xenophidion
Famille
Genre
Xenophidion est un genre de serpents, le seul de la famille des Xenophidiidae. 

## Répartition
Les espèces de ce genre sont endémiques de Malaisie.

## Liste d'espèces
Selon The Reptile Database (25 janvier 2014) :
- Xenophidion acanthognathus Günther & Manthey, 1995
- Xenophidion schaeferi Günther & Manthey, 1995

## Publications originales
- Günther & Manthey, 1995 : Xenophidion, a new genus with two new species of snakes from Malaysia (Serpentes, Colubridae). Amphibia-Reptilia, vol. 16, p. 229-240.
- Wallach & Günther, 1998 : Visceral anatomy of the Malaysian snake genus Xenophidion, including a cladistic analysis and allocation to a new family (Serpentes: Xenophidiidae). Amphibia-Reptilia, vol. 19, no 4, p. 385-405.